# Championnat d'Espagne de hockey sur glace 1983-1984
Saison précédente Saison suivante
La saison 1983-1984 est la 12e saison du championnat d'Espagne de Hockey sur glace. Cette saison, le championnat porte le nom de Liga de Division de Honor.

## Clubs de la Superliga 1983-1984
- CH Gel Barcelona
- Vizcaya Bilbao HC
- ARD Gasteiz
- CH Jaca
- CG Puigcerdà
- Txuri Urdin

## Classement
| # | Club             |
| - | ---------------- |
| 1 | CH Jaca          |
| 2 | ?                |
| 3 | ?                |
| 4 | ?                |
| 5 | ?                |
| 6 | CH Gel Barcelona |

Le CH Jaca est sacré Champion d'Espagne de hockey sur glace pour la saison 1983-1984.
Le CH Gel Barcelona est relégué en Segunda Division.